# Tammy Di Calafiori
Tammy Campos Di Calafiori (Rio de Janeiro, 10 de março de 1989) é uma atriz brasileira.

## Carreira
Em 2005, atuou em Alma Gêmea, de Walcyr Carrasco, fazendo o papel de Nina, irmã de Vitório, interpretado por Malvino Salvador. Em 2008, Di Calafiori protagonizou a telenovela Ciranda de Pedra, no papel de Virgínia, que na versão original, exibida na década de 1980, foi interpretada por Lucélia Santos. Em 2010, Tammy recebe um convite de Sílvio de Abreu para integrar o elenco da novela Passione, onde ela interpretava a "patricinha" Lorena Gouveia, filha da personagem Stella Gouveia, interpretada por Maitê Proença. Em 2012, foi anunciada como uma das apresentadoras do novo canal esportivo do Brasil, a Fox Sports, estreando assim como repórter e apresentadora esportiva.

## Vida pessoal
Em entrevista à Band, Di Calafiori assumiu que sua mãe não gostaria que ela seguisse a carreira artística, por ter medo que a filha se expusesse demasiadamente. Em entrevista coletiva de lançamento do canal, Tammy assumiu que torce pelo Fluminense e que, gostando de futebol, aceitou o convite por ter uma oportunidade de aprender mais. Entre 2008 e 2011 namorou o ator João Gabriel Vasconcellos. 

## Filmografia

### Televisão
| Ano  | Título             | Personagen                  | Notas                                            |
| ---- | ------------------ | --------------------------- | ------------------------------------------------ |
| 2005 | Alma Gêmea         | Nina Santini                |                                                  |
| 2008 | Ciranda de Pedra   | Virgínia Toledo Silva Prado |                                                  |
| 2010 | Passione           | Lorena Gouveia              |                                                  |
| 2012 | Fora de Controle   | Diana                       | Episódio: "15 de maio"                           |
| 2012 | As Brasileiras     | Ela mesma                   | Episódio: "Maria do Brasil"                      |
| 2012 | Fox Noite          | Apresentadora               |                                                  |
| 2014 | As Canalhas        | Lu                          | Episódio: "Natalia, A Recém-Separada"            |
| 2014 | Milagres de Jesus  | Diná                        | Episódio: "A Pecadora que Ungiu os pés de Jesus" |
| 2015 | Os Dez Mandamentos | Ana                         |                                                  |
| 2016 | Magnífica 70       | Melissa                     | Episódio: "O Plano de Vicente"                   |
| 2016 | Haja Coração       | Nicole                      | Episódios: "5–17 de outubro"                     |
| 2017 | O Rico e Lázaro    | Lia                         |                                                  |
| 2018 | Orgulho e Paixão   | Fani Pricelli               |                                                  |
| 2021 | Gênesis            | Reduana                     | Fase: Ur Dos Caldeus                             |
| 2023 | Reis               | Maaca                       | Fase: "A Ascensão / A Consequência"              |

### Cinema
| Ano  | Título                          | Personagem     |
| ---- | ------------------------------- | -------------- |
| 2008 | Meu Nome Não é Johnny           | Laura (jovem)  |
| 2010 | A Suprema Felicidade            | Marilyn Monroe |
| 2012 | Primeiro Dia de um Ano Qualquer | Lívia          |
| 2014 | Confissões de Adolescente       | Talita         |
| 2016 | Os Dez Mandamentos              | Ana            |
| 2016 | Milagres de Jesus               | Diná           |

## Teatro
| Ano  | Título               |
| ---- | -------------------- |
| 2012 | Casório              |
| 2013 | A Minha Primeira Vez |